# Diane von Fürstenberg

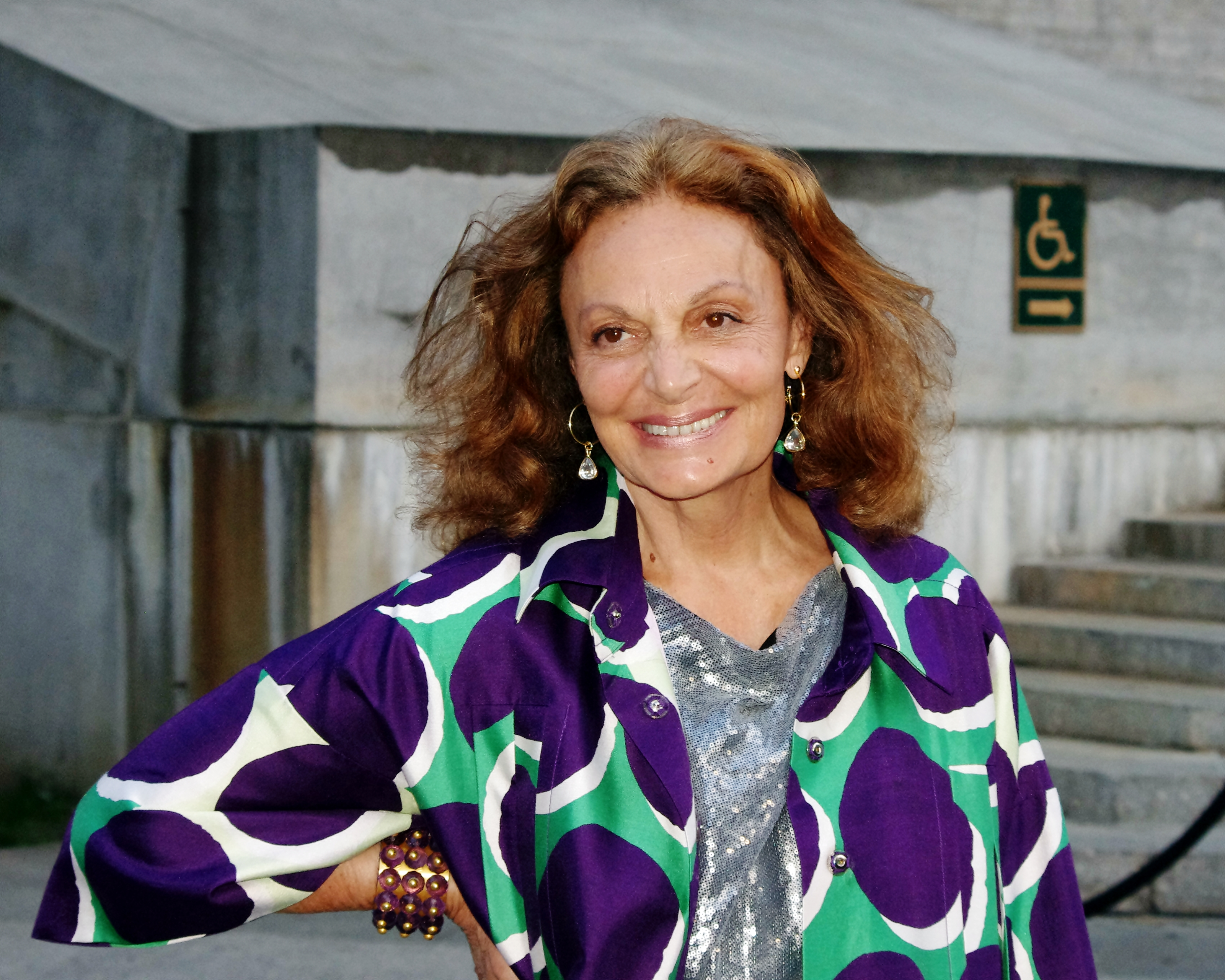
Diane von Fürstenberg, 2012

Diane Simone Michèle von Fürstenberg, auch Diane von Furstenberg oder Diane Prinzessin zu Fürstenberg (* 31. Dezember 1946 in Ixelles als Diane Simone Michèle Halfin), ist eine belgisch-US-amerikanische Modeschöpferin, die vor allem durch ihre Wickelkleider bekannt wurde.

## Leben und Wirken
Diane Halfin wurde in eine jüdische Familie der gehobenen Mittelschicht hineingeboren. Ihr Vater war Leon (Lipa) Halfin (1912–1994), ein aschkenasischer Jude aus Chișinău, der 1929 nach Gent gekommen war, um an der dortigen Textilschule zu studieren. Er entkam den Nationalsozialisten und konnte 1942 bis 1945 in einem Arbeitscamp in der Schweiz überleben. Danach eröffnete er in Brüssel ein Unternehmen für Elektronenröhren, das bis heute von Dianes Bruder Philippe (* 1952) geführt wird. Dianes aus Thessaloniki stammende sefardische Mutter Lili Nahmias (1922–2000) kam 1930 mit ihrer Familie nach Brüssel, wo ihr Vater in einem hochpreisigen Textilgeschäft arbeitete. Nahmias überlebte das Konzentrationslager Auschwitz.
Diane Halfin studierte Spanisch in Madrid und Betriebswirtschaft an der Universität Genf, wo sie auch zum ersten Mal Egon von Fürstenberg begegnete. 1969 heirateten die beiden im Département Yvelines in Frankreich und zogen nach New York, wo sie zu Lieblingen der Szene wurden. Bald kamen Sohn Alexandre und Tochter Tatiana zur Welt. Bereits kurz nach der Geburt des zweiten Kindes trennten sich die beiden 1972, 1983 wurde die Ehe geschieden. Diane von Fürstenberg wurde von Helmut Newton, Andy Warhol und Francesco Clemente porträtiert und nahm am Party-Luxus-Leben im Studio 54 teil. Anfang der 1970er Jahre begann von Fürstenberg, ihr eigenes Modelabel aufzubauen, unter anderem mit Unterstützung von Diana Vreeland.

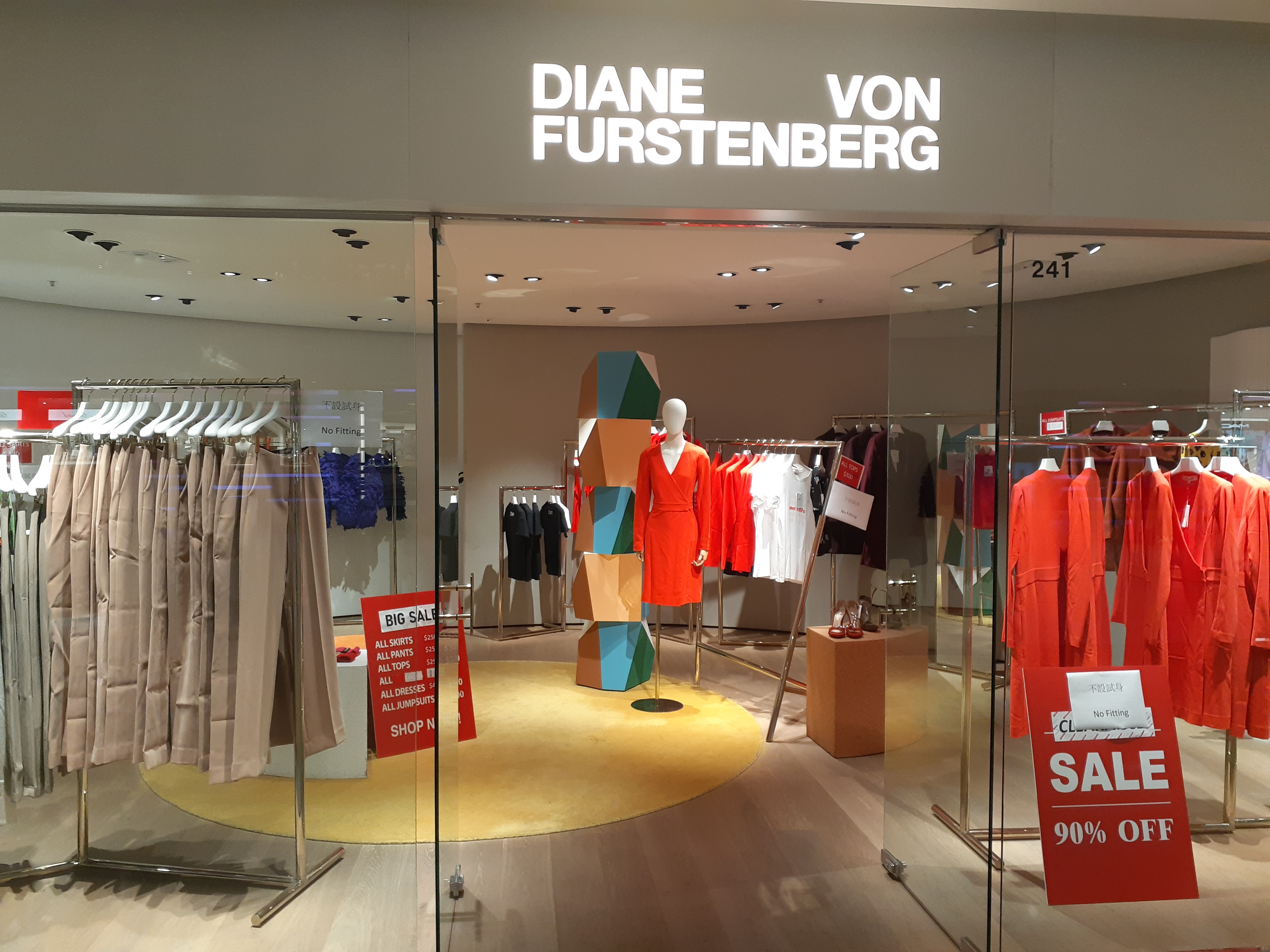
DvF-Geschäft, Hongkong, 2021

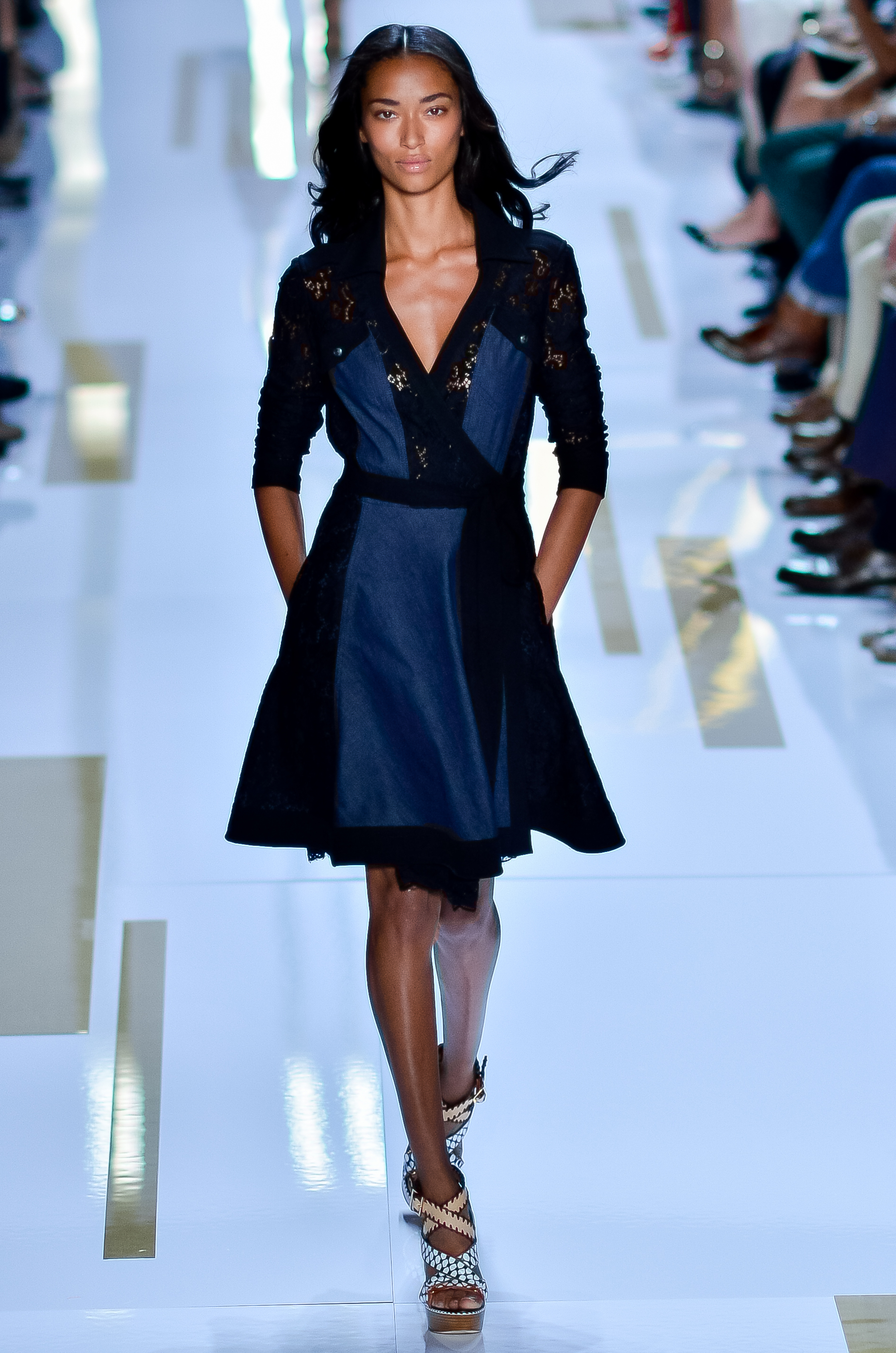
Wickelkleid von Diane von Fürstenberg, 2014.

1972 entwarf Diane von Fürstenberg den Prototyp eines Wickelkleides, der 1974 erstmals produziert wurde. Die Kombination von Wickelbluse und Rock wurde schon zuvor getragen, aber von Fürstenberg hatte die Idee, beides zu einem einteiligen Kleid zusammenzuführen. Es sollte einfach und zugleich elegant sein. Richard Martin, ehemals Kurator am Kostüminstitut des Metropolitan Museum of Art, merkte dazu an, dieses Designprinzip sei „tief in der Tradition amerikanischer Sportswear verwurzelt“ gewesen. Von Fürstenberg habe es in Material und Farbigkeit in den Stil der 1970er Jahre übersetzt. Unter anderem ihr grün-weiß gepunktetes Wickelkleid aus seidigem Baumwoll/Viskose-Gemisch von 1975 ist Teil der Sammlung des Metropolitan Museum of Art in New York. 1985 zog sie sich zeitweilig vom Modegeschäft zurück und gründete in Paris den Verlag Salvy.
1997 begann Diane von Fürstenberg mit ihrer Rückkehr nach New York eine zweite Karriere als Modedesignerin. Sie brachte außerdem eine Kosmetikserie heraus und stieg 1991 ins Teleshopping-Geschäft auf QVC ein. Bis 2007 in einem Studio in Greenwich Village und seitdem im Meatpacking District ansässig, entwirft von Fürstenberg bis heute eine exklusive Damenkollektion, die ausschließlich in Nobelboutiquen und edlen Warenhäusern wie etwa Bergdorf Goodman oder Saks Fifth Avenue angeboten wird.
2001 heiratete sie den US-amerikanischen Medienmogul Barry Diller und erhielt im Jahr darauf die US-amerikanische Staatsbürgerschaft. Sie lebt in New York, Paris, Los Angeles, Venedig und Connecticut.

## Werke
- Diane von Furstenberg's Book of Beauty
- Diane: A Signature Life, New York, 1998.
- The woman I wanted to be, New York, 2014.
- Own It. The Secret to Life, 2021.

## Auszeichnungen
- 1985 Auszeichnung der New York Mayor's Liberty Medal for citizens of the world who have achieved the American dream
- 2005 Auszeichnung für ihr Lebenswerk vom Council of Fashion Designers of America (CFDA)
- 2006 Wahl zur Präsidentin des Council of Fashion Designers of America (CFDA)
- 2020 Orden Chevalier de la Légion d’Honneur[8]